# Гленілі (Донегол)
Гленілі (англ. Gleneely; ірл. Gleann Daoile) — село в Ірландії, знаходиться в графстві Донегол (провінція Ольстер).

## Демографія
Населення — 166 людей (за даними перепису 2006 року). 
Дані перепису 2006 року:
| Загальні демографічні показники' |               |                           |                           |      |      |
| Усе населення                    | Усе населення | Зміни населення 2002-2006 | Зміни населення 2002-2006 | 2006 | 2006 |
| 2002                             | 2006          | люд.                      | %                         | чол. | жін. |
| -                                | 166           | 166                       | -                         | 81   | 85   |